# Franck Ribéry
Franck Ribéry (Boulogne-sur-Mer, 1983. április 7. –) visszavonult francia válogatott labdarúgó. Posztja támadó középpályás volt. Kétéves korában súlyos autóbalesetet szenvedett, ami számos heget hagyott az arcán.

## Pályafutása

### Galatasaray
A török Galatasaray-hoz igazolt 2005 januárjában, és hozzásegítette őket a 2005-ös Török Kupa megnyeréséhez: az ő góljával nyertek 1-0-ra az elődöntőben. Egy gólt szerzett, és egy másikat előkészített az 5-1-es győzelem idején a döntőben, a rivális Fenerbahçe ellen. A Galatasaray szurkolók le voltak nyűgözve a fiatal francia képességeitől, és gyorsan a "FerraRibery" és "Ferrari" becenevet adták neki. [forrás?]

#### A Galatasaray-i vita
2007. április 25-én a Legfelsőbb Sportbíróság elutasította a Galatasaray Franck Ribery elleni fellebbezését, hogy a Marseille-hez szerződjön még 2005-ben. A Legfelsőbb Sportbíróság (Court of Arbitration for Sport – CAS) azt a bejelentést tette, hogy Ribery felfüggesztheti a szerződését a török klubbal, és a Galatasaray nem jogosult semmilyen kárpótlásra. A középpályás egy három és féléves szerződést írt alá a törökökkel 2005 januárjában, mielőtt aláírta volna a Marseille-i szerződést öt hónappal később. A Galatasaray azt mondta, hogy Ribéry szabálytalanságot követett el, amikor felbontotta a szerződését, ezért nem fizetik ki neki a négy havi bérét. Az isztambuliak állítólag 10 millió eurót igényeltek kárpótlásként a Marseille-től. A török klub fellebbezett a CAS-nál, miután a labdarúgás vezető szervezete, a Nemzetközi Labdarúgó-szövetség elutasította a kérelmüket múlt novemberben.

### Olympique de Marseille
Franck Ribery 2 kimagaslóan sikeres szezont teljesített az OM-ben, 68 fellépésén (minden rendezvényt beleértve) 14 gólt szerzett. Ribery nagyon fontos tagjává vált a keretnek, nagyszerűen közreműködött a Marseille érdekében, hogy bejussanak az UEFA Bajnokok Ligájába. A Marseille a 2006-07-es idényt a második helyen teljesítette.

### Bayern München
Ribery a nagy európai kluboknak felkeltette a figyelmét, beleértve a Real Madridot és az Arsenalt a sikeres 2006-os világbajnoki szereplése után. 2007. június 7-én a Bayern München hivatalosan bejelentette, hogy aláírtak Ribéryvel egy  négyéves szerződést klubrekordnak számító 26 millió €-ért (16 millió € készpénz és 10 millió € 2008-ban), és további 4 millió €-t kapnak, ha a csapat sikeresen teljesít. Ribéry megkapta a 7 számú mezt, melyet korábban a klub legendája, Mehmet Scholl viselt, aki az előző szezonban vonult vissza.
2007. július 6-án Ribery bemutatkozott az FT Gern elleni barátságos mérkőzésen. A mérkőzés 18-0-ával ért véget a Bayern München javára, Ribery 2 gólt szerzett.
A debütálása a Bayernben tétmérkőzésen 2007. július 21-én volt a Werder Bremen ellen a Német Liga-kupa első fordulójában, két gólt szerzett, közülük az egyiket 11-esből. A mérkőzés 4-1-es Bayern győzelemmel végződött. Szerzett egy korai gólt a Bayern 2-0-s, a német bajnok VfB Stuttgart feletti győzelmekor a Liga-kupa elődöntőjében, de nem játszott a döntőben egy kisebb sérülés miatt. A Bayern nyerte a rendezvényt egy 1-0-s győzelem után az FC Schalke 04 felett.
A Bundesliga bemutatkozása 2007. augusztus 11-én volt a Bayern 3-0-s hazai győzelme alkalmával a Hansa Rostock ellen, és megszerezte az első gólját a bajnokságban egy héttel később a Werder Bremen ellen, értékesítve egy büntetőt az első félidőben a Bayern 4-0-s győzelmekor.

### Fiorentina
2019. augusztus 21.-én megegyezett az ACF Fiorentina csapatával, és egy két éves szerződést írt alá az olasz klubnál.

### A válogatottban
2006. május 27-én bemutatkozott a francia felnőtt válogatottban a Mexikó feletti 1-0-s győzelem alkalmával a Stade de France-ban. Kezdő volt a mérkőzésen, és David Trezeguet-t cserélték be helyette a 74. percben.
2006. június 12-én nevezték a kezdőcsapatba a franciák 2006-os FIFA világbajnoki nyitómérkőzésén Svájc ellen. Az első válogatottbeli gólja életbevágónak bizonyult, Franciaország 1-1-re egyenlített ki Spanyolország ellen a 41. percben az egyenes kiesési szakaszban. Habár Spanyolország volt az esélyes, de Franciaország nyerte a mérkőzést 3-1-re, és elkönyvelték az elődöntőbe jutást Brazília ellen.
2006. július 1-jén Brazíliával szemben Ribéry-t a 75. percben cserélték le az 1-0-s győzelemkor. Játszott az Olaszország elleni vesztes világbajnoki döntőben, ahol a hosszabbítás első félidejében volt egy gyenge lövése a kapura. 2014. augusztus 13-án bejelentette, hogy visszavonul a válogatottból.

## Magánélete
Ribéry iszlám vallásra tért, mélyen hívő embernek ismerik, arab származású felesége Wahiba. Van két lányuk, Hiziya és Shahinez valamint két fiuk, Seif el Islam és Mohammed.

## Sikerei, díjai

### Klubcsapatokban
Galatasaray
- Török kupagyőztes (1): 2004–05

 Olympique Marseille
- Intertotó-kupa (1): 2005

 Bayern München
- Bundesliga (9): 2007–2008, 2009–2010, 2012–2013, 2013–2014, 2014–2015, 2015–2016, 2016–2017, 2017–2018, 2018–2019
- Német kupagyőztes (6): 2007–2008, 2009–2010, 2012–2013, 2013–2014, 2015–2016, 2018–19
- kupadöntős (2): 2011–12, 2017–18
- DFL-Ligapokal (1): 2007
- Német szuperkupa-győztes (5): 2010, 2012, 2016, 2017, 2018
- Bajnokok Ligája – győztes (1): 2012–2013
- döntős (2): 2009–2010, 2011–2012-es UEFA-bajnokok ligája
- UEFA-szuperkupa (1): 2013
- FIFA-klubvilágbajnokság (1): 2013

### A válogatottban
Franciaország
- Labdarúgó-világbajnokság:
  - Ezüstérmes: 2006

## Egyéni díj
- Ligue 1
  - Hónap Legjobb játékosa: 2004 augusztus, 2005 október, 2005 november, 2006 április
  - Az év fiatal játékosa: 2006
  - Az év gólja: 2006
  - Az év csapata: 2006
- Bayern München
- Az év férfi labdarúgója 2013[8]
- Az év francia labdarúgója: 2007, 2008, 2013[9]

## Játékos statisztikái
Klubokban
Legutóbb frissítve: 2019. augusztus 21-én
| Klub           | Szezon         | Liga           | Liga            | Liga  | Nemzeti kupa    | Nemzeti kupa | Európai         | Európai | Egyéb           | Egyéb | Összesen        | Összesen |
| Klub           | Szezon         | Bajnokság      | Pályára lépések | Gólok | Pályára lépések | Gólok        | Pályára lépések | Gólok   | Pályára lépések | Gólok | Pályára lépések | Gólok    |
| -------------- | -------------- | -------------- | --------------- | ----- | --------------- | ------------ | --------------- | ------- | --------------- | ----- | --------------- | -------- |
| Boulogne       | 2000–01        | Championnat    | 4               | 1     | 0               | 0            | —               | —       | —               | —     | 4               | 1        |
| Boulogne       | 2001–02        | Championnat    | 24              | 5     | 1               | 0            | —               | —       | —               | —     | 25              | 5        |
| Boulogne       | Összesen       | Összesen       | 28              | 6     | 1               | 0            | —               | —       | —               | —     | 29              | 6        |
| Alès           | 2002–03        | Championnat    | 19              | 1     | 0               | 0            | —               | —       | —               | —     | 19              | 1        |
| Brest          | 2003–04        | Championnat    | 35              | 3     | 2               | 1            | —               | —       | —               | —     | 37              | 4        |
| Metz           | 2004–05        | Ligue 1        | 20              | 2     | 2               | 0            | —               | —       | —               | —     | 22              | 2        |
| Galatasaray    | 2004–05        | Süper Lig      | 14              | 0     | 3               | 1            | —               | —       | —               | —     | 17              | 1        |
| Marseille      | 2005–06        | Ligue 1        | 35              | 6     | 1               | 0            | 12              | 3       | 5               | 3     | 53              | 12       |
| Marseille      | 2006–07        | Ligue 1        | 25              | 5     | 1               | 0            | 4               | 0       | 7               | 1     | 37              | 6        |
| Marseille      | Összesen       | Összesen       | 60              | 11    | 2               | 0            | 16              | 3       | 12              | 4     | 90              | 18       |
| Bayern München | 2007–08        | Bundesliga     | 28              | 11    | 5               | 2            | 11              | 3       | 2               | 3     | 46              | 19       |
| Bayern München | 2008–09        | Bundesliga     | 25              | 9     | 3               | 1            | 8               | 4       | —               | —     | 36              | 14       |
| Bayern München | 2009–10        | Bundesliga     | 19              | 4     | 4               | 2            | 7               | 1       | —               | —     | 30              | 7        |
| Bayern München | 2010–11        | Bundesliga     | 25              | 7     | 3               | 2            | 4               | 2       | 0               | 0     | 32              | 11       |
| Bayern München | 2011–12        | Bundesliga     | 32              | 12    | 4               | 2            | 14              | 3       | —               | —     | 50              | 17       |
| Bayern München | 2012–13        | Bundesliga     | 27              | 10    | 3               | 0            | 12              | 1       | 1               | 0     | 43              | 11       |
| Bayern München | 2013–14        | Bundesliga     | 22              | 10    | 4               | 1            | 10              | 3       | 3               | 2     | 39              | 16       |
| Bayern München | 2014–15        | Bundesliga     | 15              | 5     | 2               | 1            | 6               | 3       | 0               | 0     | 23              | 9        |
| Bayern München | 2015–16        | Bundesliga     | 13              | 2     | 2               | 0            | 7               | 0       | 0               | 0     | 22              | 2        |
| Bayern München | 2016–17        | Bundesliga     | 22              | 5     | 3               | 0            | 6               | 0       | 1               | 0     | 32              | 5        |
| Bayern München | 2017–18        | Bundesliga     | 20              | 5     | 5               | 1            | 8               | 0       | 1               | 0     | 34              | 6        |
| Bayern München | 2018–19        | Bundesliga     | 25              | 6     | 4               | 0            | 7               | 1       | 1               | 0     | 37              | 7        |
| Bayern München | Összesen       | Összesen       | 273             | 86    | 42              | 12           | 100             | 21      | 9               | 5     | 424             | 124      |
| Fiorentina     | 2019–20        | Serie A        | 0               | 0     | 0               | 0            | 0               | 0       | 0               | 0     | 0               | 0        |
| Fiorentina     | Összesen       | Összesen       | 0               | 0     | 0               | 0            | 0               | 0       | 0               | 0     | 0               | 0        |
| Teljes karrier | Teljes karrier | Teljes karrier | 449             | 109   | 52              | 14           | 116             | 24      | 21              | 9     | 638             | 156      |

1. ↑  Magában foglalja a Francia ligakupában, a Német ligakupában, a Német szuperkupán, az UEFA-szuperkupán és a FIFA-klubvilágbajnokságon való pályára lépéseit is.

### A válogatottban
Legutóbb frissítve: 2013. október 15-én
| Nemzet        | Év       | Pályára lépései | Góljai |
| ------------- | -------- | --------------- | ------ |
| Franciaország | 2006     | 15              | 1      |
| Franciaország | 2007     | 9               | 1      |
| Franciaország | 2008     | 8               | 3      |
| Franciaország | 2009     | 8               | 2      |
| Franciaország | 2010     | 7               | 0      |
| Franciaország | 2011     | 8               | 0      |
| Franciaország | 2012     | 14              | 4      |
| Franciaország | 2013     | 11              | 5      |
| Franciaország | 2014     | 1               | 0      |
| Összesen      | Összesen | 81              | 16     |

### Góljai a válogatottban
| #  | Dátum                | Helyszín                                          | Ellenfél         | Gól   | Végeredmény | Verseny                            |
| -- | -------------------- | ------------------------------------------------- | ---------------- | ----- | ----------- | ---------------------------------- |
| 1  | 2006. június 27.     | HDI-Arena, Hannover, Németország                  | Spanyolország    | 1 – 1 | 1 – 3       | 2006-os világbajnokság             |
| 2  | 2007. június 2.      | Stade de France, Saint-Denis, Franciaország       | Ukrajna          | 1 – 0 | 2 – 0       | 2008-as Európa-bajnokság-selejtező |
| 3  | 2008. március 26.    | Stade de France, Saint-Denis, Franciaország       | Anglia           | 1 – 0 | 1 – 0       | Barátságos mérkőzés                |
| 4  | 2008. június 3.      | Stade de France, Saint-Denis, Franciaország       | Kolumbia         | 1 – 0 | 1 – 0       | Barátságos mérkőzés                |
| 5  | 2008. október 11.    | Farul Stadion, Konstanca, Románia                 | Románia          | 2 – 1 | 2 – 2       | 2010-es világbajnokság-selejtező   |
| 6  | 2009. március 28.    | S. Darius és S. Girėnas Stadion, Kaunas, Litvánia | Litvánia         | 0 – 1 | 0 – 1       | 2010-es világbajnokság-selejtező   |
| 7  | 2009. április 1.     | Stade de France, Saint-Denis, Franciaország       | Litvánia         | 1 – 0 | 1 – 0       | 2010-es világbajnokság-selejtező   |
| 8  | 2012. május 27.      | Stade du Hainaut, Valenciennes, Franciaország     | Izland           | 2 – 2 | 3 – 2       | Barátságos mérkőzés                |
| 9  | 2012. május 31.      | Stade Auguste Delaune, Reims, Franciaország       | Szerbia          | 1 – 0 | 2 – 0       | Barátságos mérkőzés                |
| 10 | 2012. június 5.      | MMArena, Le Mans, Franciaország                   | Észtország       | 1 – 0 | 4 – 0       | Barátságos mérkőzés                |
| 11 | 2012. szeptember 11. | Stade de France, Saint-Denis, Franciaország       | Fehéroroszország | 3 – 1 | 3 – 1       | 2014-es világbajnokság-selejtező   |
| 12 | 2013. március 22.    | Stade de France, Saint-Denis, Franciaország       | Grúzia           | 3 – 0 | 3 – 1       | 2014-es világbajnokság-selejtező   |
| 13 | 2013. szeptember 10. | Központi stadion, Homel, Fehéroroszország,        | Fehéroroszország | 1 – 1 | 2 – 4       | 2014-es világbajnokság-selejtező   |
| 14 | 2013. szeptember 10. | Központi stadion, Homel, Fehéroroszország         | Fehéroroszország | 2 – 2 | 2 – 4       | 2014-es világbajnokság-selejtező   |
| 15 | 2013. október 11.    | Parc des Princes, Párizs, Franciaország           | Ausztrália       | 1 – 0 | 6 – 0       | Barátságos mérkőzés                |
| 16 | 2013. október 15.    | Stade de France, Saint-Denis                      | Finnország       | 1 – 0 | 3 – 0       | 2014-es világbajnokság-selejtező   |